# Guča!
Guča! è un film musicale del 2006 diretto da Dušan Milić, coproduzione serba, bulgara, Austriaca e tedesca.